# 尼羅魚亞目
尼羅魚亞目（學名：Knerioidei）為輻鰭魚綱鼠鱚目的一個亞目。下分2科：
- 尼羅魚科 Kneriidae
- 堅喉魚科 Phractolaemidae